# 大坂健太
大坂 健太（おおさか けんた、1999年12月30日 - ）は、日本の俳優、映画監督。滋賀県出身。京都大学卒業。

## 経歴
2018年に京都大学に入学。同年『ファミリー☆ウォーズ』製作中の阪元裕吾監督と知り合い、宗教団体の信者役兼制作部として現場に参加。それ以降、映画『最強殺し屋伝説国岡』（2019年）、『ある用務員』（2020年）と阪元監督作品に続けて出演。
高校時代から映画を製作。瀧源裕仁と共同監督の『リホーム 血祭り伝説』（2020年）が2020年ゆうばり国際ファンタスティック映画祭「ファンタスティック・ゆうばりコンペティション部門」にノミネートされるほか、保谷聖耀監督作品『宇宙人の画家』（2021年）では制作として参加している。
2023年3月、京都大学を卒業。

## 作品

### 映画
- ファミリー☆ウォーズ（2018年） - 助監督
- 最強殺し屋伝説国岡（2019年） - 演出部
- リホーム 血祭り伝説（2020年） - 瀧源裕仁と共同監督
- 最強殺し屋伝説国岡 完全版（2021年） - 演出部
- 宇宙人の画家（2021年） - 制作

## 出演

### 映画
- ファミリー☆ウォーズ（2018年8月25日公開、監督：阪元裕吾） - 宗教団体の信者 役
- 最強殺し屋伝説国岡（2019ゆうばり国際ファンタスティック映画祭にて公開、監督：阪元裕吾） - 警備員・佐藤幹夫 役
- ある用務員（2021年1月29日公開、監督：阪元裕吾） - 殺し屋・南 役
- 黄龍の村（2021年9月24日、監督：阪元裕吾） - 谷村睦夫 役
- 最強殺し屋伝説国岡 完全版（2021年10月8日公開、監督：阪元裕吾） - 警備員・佐藤幹夫 役
- グリーンバレット（2022年8月26日公開、監督：阪元裕吾） - 大坂健太 役
- 日本で一番恐くない間取り（2024年7月5日公開、監督：鳴瀬聖人） - 主演・山田 役[5]
- フレイムユニオン 最強殺し屋伝説国岡 私闘編（2025年10月10日公開予定、監督：阪元裕吾） - 大坂健太 役[6]